# Kachowskaja-Linie
Die Kachowskaja-Linie (russisch Каховская линия), auch „Linie 11A“ genannt, war eine Linie der Moskauer Metro und war für einen langen Zeitraum zugleich auch die kürzeste von ihnen.

## Stationen, Depot und Fahrzeuge

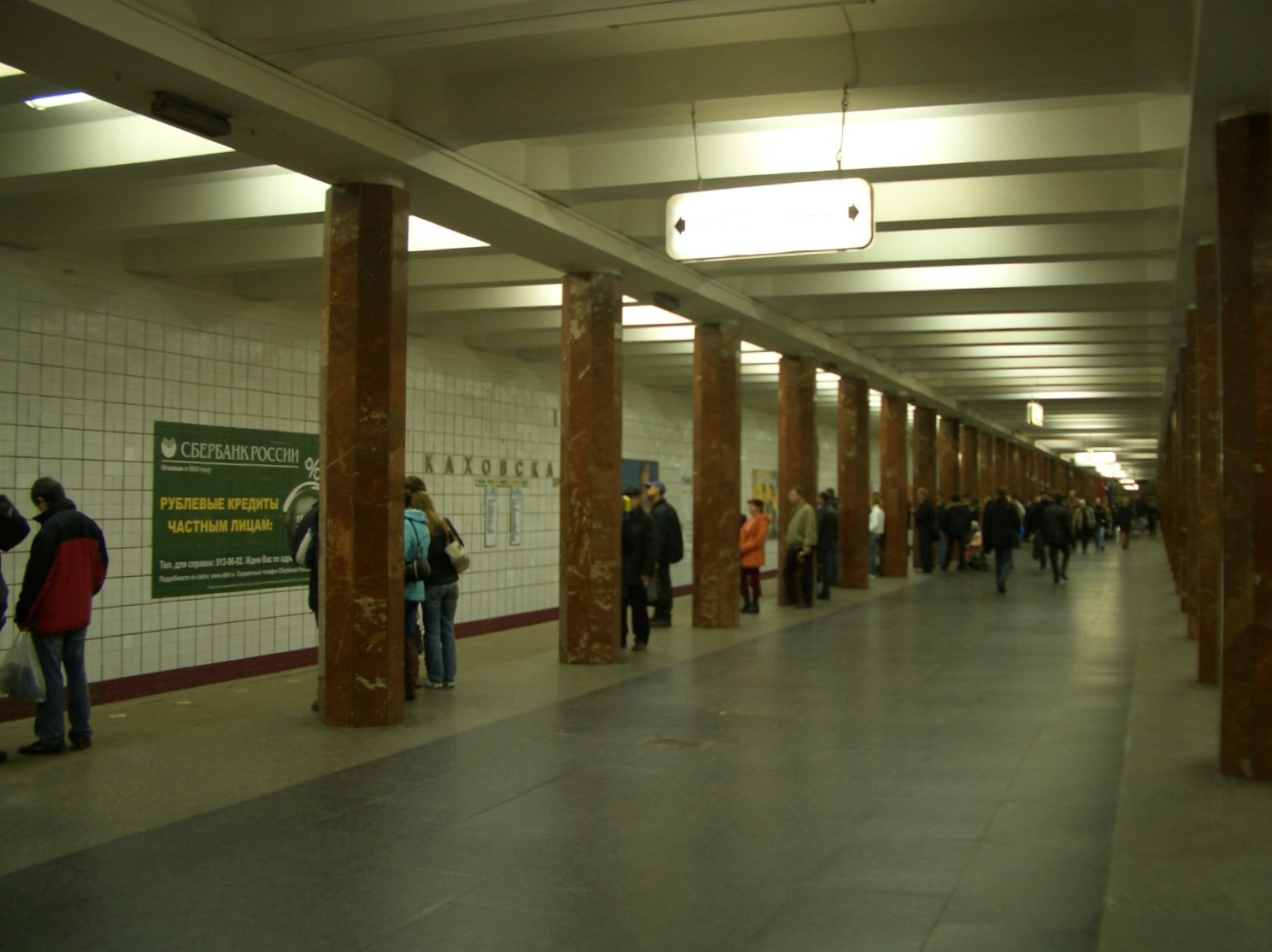
Station Kachowskaja

Die Kachowskaja-Linie hatte vor dem Ausbau zur Ringlinie drei Stationen:
- Kaschirskaja (Каширскаяⓘ/?), Umsteigemöglichkeit zur gleichnamigen Station der Linie 2
- Warschawskaja (Варшавскаяⓘ/?)
- Kachowskaja (Каховскаяⓘ/?), Umsteigemöglichkeit zur Station Sewastopolskaja der Linie 9

Die Fahrzeuge der Linie, Züge des Typs 81-717/714 und seit Mitte 2008 auch des Typs 81-740/741, stellt das Depot Samoskworezkoje, welches auch die Linie 2 bedient. Seit 2023 werden auch Züge des Typs 81-775/776/777 eingesetzt.

## Geschichte
Die heutige Kachowskaja-Linie entstand im Jahr 1969 als Teil der Samoskworezkaja-Linie. Seit der Eröffnung des Abschnitts fuhren Züge auf dieser Linie durchgehend von Retschnoi Woksal im Norden bis zum neuen Endbahnhof Kachowskaja im Süden. 1985 wurde die Samoskworezkaja-Linie jedoch über die Station Kaschirskaja hinaus in dicht besiedelte Wohngebiete im Süden der russischen Hauptstadt verlängert. Die neue Verlängerung wurde zur Stammstrecke der Linie, während der Abschnitt bis Kachowskaja von da an als Abzweig funktionierte, der im Wechsel mit der Stammstrecke bedient wurde. Erst 1995 erfolgte die Ausgliederung als eigenständige Linie, bedingt durch das immer höhere Fahrgastaufkommen auf der Stammstrecke und die resultierende Notwendigkeit, den Fahrplantakt dort zu verdichten. Am 20. November 1995 wurden die Wende- und Abstellgleise nördlich von Kaschirskaja in Betrieb genommen und damit die „neue“ Kachowskaja-Linie geschaffen.
Bemerkenswert ist, dass es den direkten Zugverkehr von der Kachowskaja- auf die Samoskworezkaja-Linie und umgekehrt auch nach der Ausgliederung der Linie teilweise noch gibt. So verkehren die Züge etwa im 10-Minuten-Takt morgens durchgehend von Warschawskaja bis Retschnoi Woksal und abends genau die umgekehrte Strecke, was darauf zurückzuführen ist, dass einige Züge der Samoskworezkaja-Linie nachts im Depot Warschawskoje, das sich hinter der Station Warschawskaja befindet, abgestellt werden. In selteneren Fällen, wenn eine Verdichtung der Zugfolge auf der Kachowskaja-Linie notwendig wird, verkehren sogar Züge durchgehend von Kachowskaja bis Retschnoi Woksal und vice versa, wie es in den Jahren 1969 bis 1995 üblich war.
Die Linie wurde ab 2018 zur Bolschaja-Kolzewaja-Linie (Linie 11) ausgebaut, die einen großen Ring um Moskau bildet. Die Kachowskaja-Linie wurde während des Ausbaus zwischenzeitlich als Linie 11A bezeichnet und 2019 wurde der Betrieb im Rahmen der Bauarbeiten vorübergehend eingestellt. Seit 2023 ist die drei ehemaligen Stationen der Kachowskaja-Linie in die Bolschaja-Kolzejewa-Linie integriert.